# Jamestown, North Dakota
Jamestown är en stad (city) i Stutsman County i delstaten North Dakota i USA. Staden hade 15 849 invånare, på en yta av 34,56 km² (2020). Jamestown är administrativ huvudort (county seat) i Stutsman County.